# 榎下陽大
榎下 陽大（えのした ようだい、1988年7月21日 - ）は、鹿児島県鹿児島市出身の元プロ野球選手（投手）。右投右打。

## 経歴

### プロ入り前
伊敷台小学校1年時に野球を始め、6年時には県選抜のメンバー入りし、全国大会で優勝。伊敷台中学校時代は軟式野球部でプレー。
鹿児島工業高では1年生大会でエースとして鹿児島城西高校を破り優勝。1年秋の鹿児島県大会ではエースとして準優勝に貢献し、九州大会でベスト8。2005年春のセンバツ高校野球大会に、鹿児島県の推薦校として選ばれるがセンバツ大会出場は落選。2年春の九州大会にもエースとして出場しベスト4入り。3年夏の鹿児島県大会決勝で鹿屋高校を破り、甲子園（2006年・第88回選手権大会）に出場。鹿児島県勢では県立高として53年ぶり（同校としては初）の出場ながら、4強へ進出。準決勝で同大会の優勝校である早稲田実業高校と対戦し、斎藤佑樹に無得点に抑えられて敗れた。その後、日米親善高校野球メンバー(高校JAPAN)の一員に選ばれ渡米し、アメリカで2試合に先発登板をする。帰国後は兵庫県で行われたのじぎく国体に出場し、1回戦の日大山形高戦に勝利するが、2回戦の駒大苫小牧に敗れる。

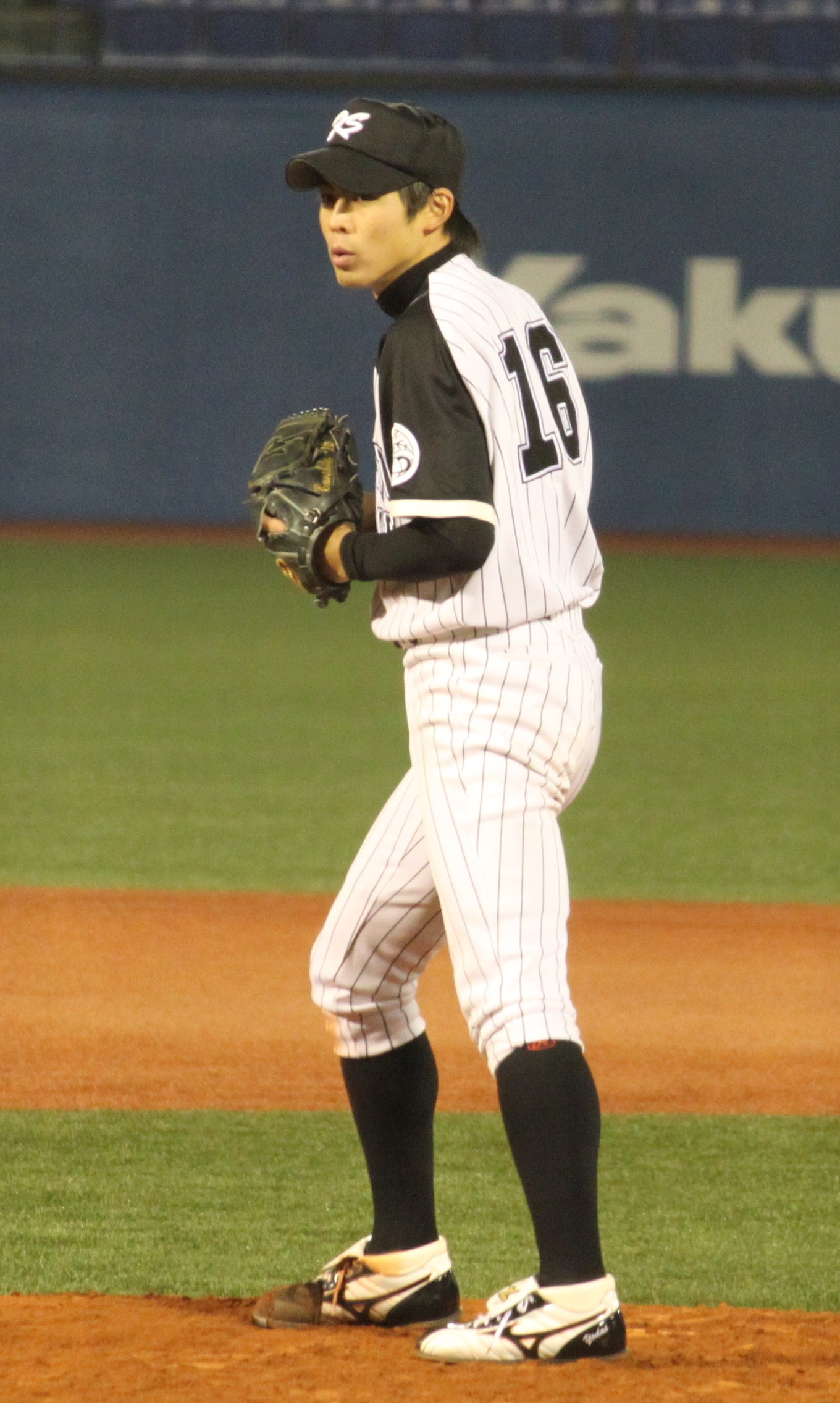
九州産業大時代
(2010年11月14日)

九州産業大学進学後は1年春からベンチ入りし、同年と2年秋、3年秋、4年秋の福岡六大学リーグ優勝を経験した。2年春にはベストナイン、4年秋にはMVPに選出された。リーグ通算31勝7敗。同リーグでは馬原孝浩（九州共立大学）以来となる30勝投手。また、大学3年時には大学生と社会人野球の選手からなる混合チームでのJAPANチームに選ばれる。
2010年のNPBドラフト会議で、北海道日本ハムファイターズから4巡目で指名。
契約金5,000万円、年俸900万円（金額は推定）という条件で入団した。早稲田大学の投手としてドラフト1巡目指名を受けた斎藤と同期入団で、背番号は35。ちなみに、ドラフト会議翌日（10月29日）に登板した九州大学野球選手権の準決勝では、名桜大学打線を相手にノーヒットノーランを達成している。
プロ入りに関して意中の球団は特になかったが、福岡Yahoo!JAPANドームとの相性などから福岡ソフトバンクホークスでのプレーを夢見ていたという。前述の通りドラフト会議ではソフトバンクではなく日本ハムから指名され、会議後の九州大学野球選手権決勝戦後に「ソフトバンクに取っておけばよかったと思わせる投球をしたかった。いつかまたここ（福岡Yahoo!JAPANドーム）で投げたい」と語った。

### プロ入り後
2011年には、7月26日のオリックス・バファローズ戦（帯広の森野球場）8回表に一軍公式戦へデビュー。しかし、一軍公式戦への登板はこの試合のみで、翌2012年には二軍での調整に終始した。
2013年には、一軍公式戦9試合に登板。10月4日の対福岡ソフトバンクホークス戦（札幌ドーム）で、一軍公式戦初勝利を挙げた。
2014年には、一軍公式戦1試合に登板。1死を取っただけで2点を失うと、翌2015年には再び一軍から遠ざかった。
2016年には、ロングリリーフを中心に、一軍公式戦で自己最多の16試合に登板。1勝0敗、防御率3.56という成績で、チームのパシフィック・リーグ優勝に貢献したが、ポストシーズンでは登板の機会がなかった。
2017年には、一軍公式戦8試合に登板。防御率を2.38にまで向上させたが、球団から戦力外通告を受けたことを機に、11月24日のファンフェスティバルで現役引退を発表した。

### 現役引退後
日本ハムの球団職員に転身。2017年12月7日には、チーム統轄本部国際グループへ配属されることが発表された。2018年から、業務提携球団のテキサス・レンジャーズへ派遣。チーム統轄本部所属の矢野謙次が特命コーチとしてレンジャーズに留学している2019年には、矢野の通訳を務めるかたわら、矢野の一時帰国中に3A選手へのスカウティング活動を担い、2020年までは駐米スカウトも兼任していた。日本へ帰国後は、国際グループ兼広報を務めていた。
2023年限りでファイターズを退団し、2024年からは千葉ロッテマリーンズにて通訳兼国際業務に携わる。

## 選手としての特徴
真上から振り下ろすオーバースローから最速150km/hの速球にフォークボール、カットボール、スライダー、90 - 100km/h台のスローカーブを投げ分けていた。
かつて日本ハムに在籍していた左投手の岡島秀樹と同様に、顔が横を向く投球フォームが特徴。小学6年時の野球教室で稲尾和久に「投げる時は、捕手をしっかり見て投げなさい」と指摘されて以来、何度もフォームを変えようとしたが、結局上記のフォームに戻っている。
右肩にルーズショルダー（非外傷性肩関節不安定症）の傾向が見られたため、キャッチボールの前にはチューブトレーニングを欠かさなかった。

## 人物
「英語ができれば世界の色んな所に行けるから」という憧れから幼い頃より英語に興味を持ち、野球は高校で辞め、大学卒業後の留学を考えていた。しかし両親の説得により、野球ができて英語の勉強にも取り組める大学への進学を決め、九州産業大学では国際文化学部英文コースに在籍。以前は日本人学校の教師を目指していたが、日米親善高校野球大会の高校日本代表のメンバーとしてアメリカ遠征やロサンゼルスでのホームステイを経験し、海外への憧れが更に増すこととなる。大学3年時には母校の鹿児島工業高校で教育実習を行い、英語の教員免許を取得している(中学、高校の英語の教員免許を取得)。
現役引退後はそのような経験を生かす形で、日本ハムの球団職員として英語での高度なコミュニケーションが求められる国際グループへ配属された。
4歳年下の妻は日系4世のアメリカ人であり、上記の高校時代のホームステイを受け入れた家庭（鹿児島工業高校野球部の同期の親戚）の子供だった。
同学年の田中将大と親交があり、同世代では田中と斎藤が別格だったと語っている。
理容組合北海道日本ハムファイターズ後援会が球団とコラボレーションして、毎年の最新ヘアデザインのモデルを若手選手の中よりファン投票で選出している企画「ファイターズスタイル」の2012年度モデルに選ばれている。
現役時代には、尊敬する選手としてティム・リンスカムを挙げていた。2018年には、派遣先のレンジャーズへリンスカムが移籍したことから、現役時代に叶わなかった本人との対面やコミュニケーションを実現させている。

## 詳細情報

### 年度別投手成績
| 年 度     | 球 団     | 登 板 | 先 発 | 完 投 | 完 封 | 無 四 球 | 勝 利 | 敗 戦 | セ 丨 ブ | ホ 丨 ル ド | 勝 率 | 打 者 | 投 球 回 | 被 安 打 | 被 本 塁 打 | 与 四 球 | 敬 遠 | 与 死 球 | 奪 三 振 | 暴 投 | ボ 丨 ク | 失 点 | 自 責 点 | 防 御 率 | W H I P |
| --------- | --------- | ----- | ----- | ----- | ----- | -------- | ----- | ----- | -------- | ----------- | ----- | ----- | -------- | -------- | ----------- | -------- | ----- | -------- | -------- | ----- | -------- | ----- | -------- | -------- | ------- |
| 2011      | 日本ハム  | 1     | 0     | 0     | 0     | 0        | 0     | 0     | 0        | 0           | ----  | 6     | 1.0      | 2        | 0           | 1        | 0     | 0        | 1        | 0     | 0        | 1     | 1        | 9.00     | 3.00    |
| 2013      | 日本ハム  | 9     | 0     | 0     | 0     | 0        | 1     | 0     | 0        | 0           | 1.000 | 47    | 12.1     | 8        | 1           | 2        | 0     | 1        | 9        | 0     | 0        | 5     | 5        | 3.65     | 0.81    |
| 2014      | 日本ハム  | 1     | 0     | 0     | 0     | 0        | 0     | 0     | 0        | 0           | ----  | 3     | 0.1      | 1        | 0           | 1        | 0     | 0        | 0        | 0     | 0        | 2     | 2        | 54.00    | 6.00    |
| 2016      | 日本ハム  | 16    | 0     | 0     | 0     | 0        | 1     | 0     | 0        | 0           | 1.000 | 119   | 27.2     | 22       | 5           | 17       | 0     | 1        | 21       | 1     | 0        | 11    | 11       | 3.58     | 1.41    |
| 2017      | 日本ハム  | 8     | 0     | 0     | 0     | 0        | 0     | 1     | 0        | 0           | .000  | 51    | 11.1     | 14       | 1           | 4        | 0     | 0        | 6        | 2     | 0        | 3     | 3        | 2.38     | 1.59    |
| 通算：5年 | 通算：5年 | 35    | 0     | 0     | 0     | 0        | 2     | 1     | 0        | 0           | .667  | 226   | 52.2     | 47       | 7           | 25       | 0     | 2        | 37       | 3     | 0        | 22    | 22       | 3.76     | 1.37    |

### 年度別守備成績
| 年 度 | 球 団    | 投手  | 投手  | 投手  | 投手  | 投手  | 投手     |
| 年 度 | 球 団    | 試 合 | 刺 殺 | 補 殺 | 失 策 | 併 殺 | 守 備 率 |
| ----- | -------- | ----- | ----- | ----- | ----- | ----- | -------- |
| 2011  | 日本ハム | 1     | 0     | 0     | 0     | 0     | ----     |
| 2013  | 日本ハム | 9     | 3     | 1     | 0     | 0     | 1.000    |
| 2014  | 日本ハム | 1     | 0     | 0     | 0     | 0     | ----     |
| 2016  | 日本ハム | 16    | 1     | 5     | 0     | 2     | 1.000    |
| 2017  | 日本ハム | 8     | 0     | 0     | 0     | 0     | ----     |
| 通算  | 通算     | 35    | 4     | 6     | 0     | 2     | 1.000    |

### 記録
- 初登板：2011年7月26日、対オリックス・バファローズ11回戦（帯広の森野球場）、8回表に4番手で救援登板、1回1失点
- 初奪三振：同上、8回表に鈴木郁洋から空振り三振
- 初勝利：2013年10月4日、対福岡ソフトバンクホークス23回戦（札幌ドーム）、8回表に2番手で救援登板、1回無失点[13]

### 背番号
- 35 （2011年 - 2017年）